# هیپوکلریت
هیپوکلریت (به انگلیسی: Hypochlorite) یک ترکیب شیمیایی با شناسه پاب‌کم ۶۱۷۳۹ است. 